# Kristin Helberg

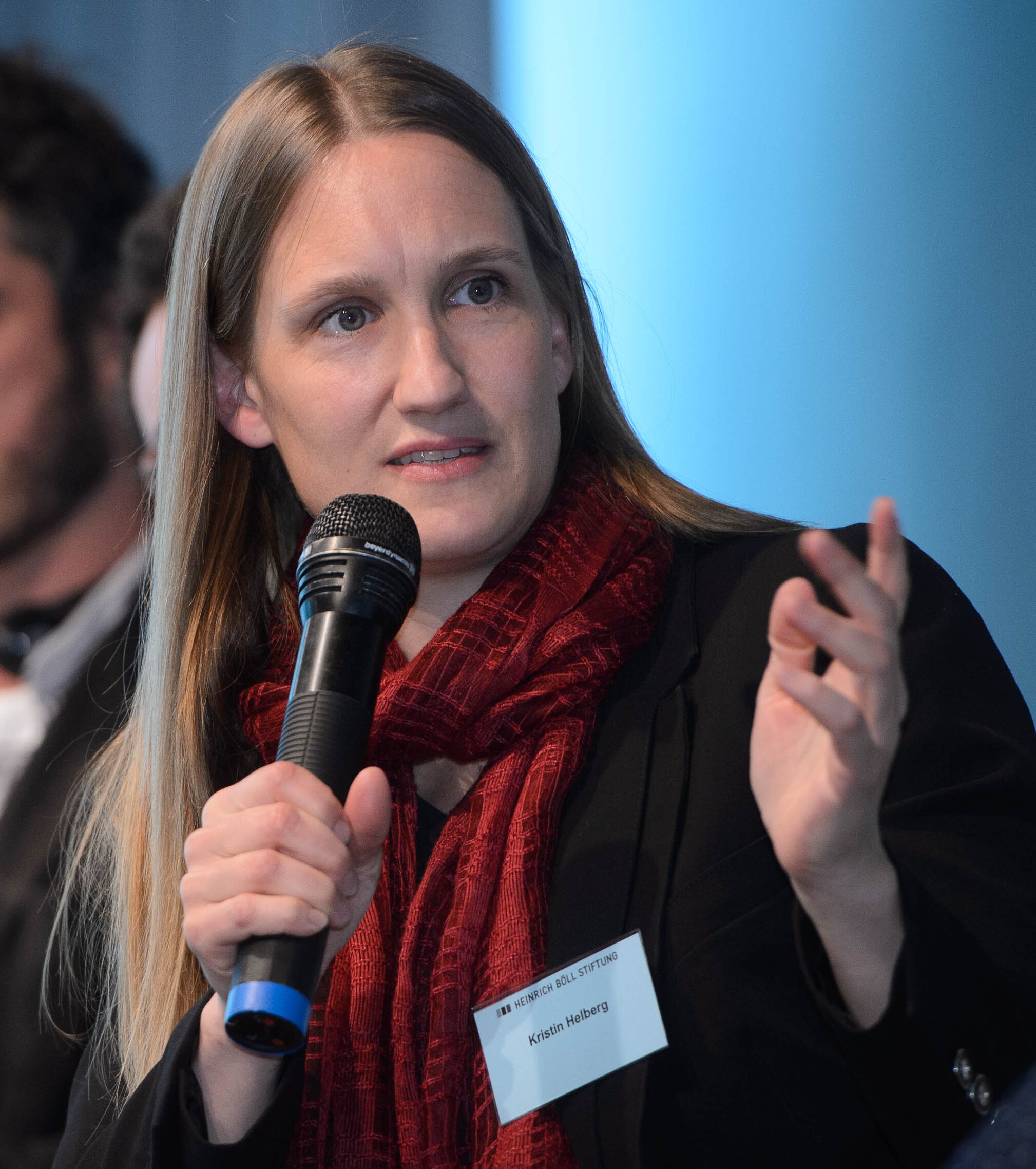
Kristin Helberg (2015)

Kristin Helberg (* 1973 in Heilbronn) ist eine deutsche Journalistin und Sachbuchautorin.

## Leben
Helberg wurde in Heilbronn geboren und wuchs dort auf. Nach dem Abitur am Theodor-Heuss-Gymnasium Heilbronn studierte sie in Hamburg und Barcelona Politikwissenschaft und Journalistik. Mit dem Journalismus begann sie 1994 mit einem Praktikum bei der Heilbronner Stimme. 1995 bis 2001 arbeitete sie beim NDR. Von 2001 bis 2008 lebte sie in Damaskus in Syrien, wo sie lange Zeit die einzige offiziell akkreditierte westliche Korrespondentin war. Sie arbeitet als freie Journalistin für die ARD, den ORF, das Schweizer Radio DRS und das Schweizer Fernsehen.
Kristin Helberg war mit einem syrischen Arzt verheiratet. Sie hat drei Kinder.

## Schriften
- Brennpunkt Syrien. Einblick in ein verschlossenes Land. Herder, Freiburg im Breisgau 2012, ISBN 978-3-451-06544-6. 2. Auflage 2014.
- Verzerrte Sichtweisen. Syrer bei uns. Herder, Freiburg im Breisgau 2016, ISBN 978-3-451-31157-4.
- Der Syrien-Krieg: Lösung eines Weltkonflikts. Herder, Freiburg im Breisgau 2018, ISBN 978-3-451-38145-4.